# Косивка
Косивка (укр. Косівка) село је у Кировоградској области у Украјини.

## Историја
Место је прво понело име Глоговац, да би касније (1758) добило назив Косово (по украјински - Косивка). Од почетка, између 1753-1864. године Глоговац је 13. рота (чета) у склопу Другог српског пешадијског пука, са седиштем у Крилову. Пуком је командовао подпуковник Михајло Хорват, млађи брат Јована Хорвата.
Његови становници су били само Срби граничари који су на позив пуковника Јована Хорвата дошли у Русију јула-августа 1751. године. Њих 180 Срба граничара из Баната, повео је у Русију, њихов капетан Георгије Филиповић. Били су то граничари из банатског насеља Глоговац које је касније преименовано у Владимиреску (Арад) из укинуте Потиско-поморишке границе; насељеници у ново установљеној области "Нова Сербија".
Јован Хорват команадант Нове Србије је покушавао да за Србе насељенике обезбеди српског православног епископа. Дотадашњи владика далматински Симеон Кончаревић је 1758. године дошао у насеље Глоговац и довео са собом нове Србе, исељенике са далматинског поља Косово. Због тога је место променило назив у Косово. Хорвату је руски Синод забранио рад на стварању српске епископије.
Православна дрвена црква посвећена посвећена Св. Николи подигнута је 1786. године. Међутим зна се да је постојала ту и старија богомоља, такође дрвена грађевина.